# Долинське (Миколаївська сільська громада)
До́линське (до 1959 року — Попова Балка) — село у Миколаївській сільській громаді Дніпровського району Дніпропетровської області. Населення за переписом 2001 року становить 149 осіб.

## Географія
Село Долинське розташоване в центральній частині Дніпропетровської області, на річці Сухачівка — притоці Сухої Сури. Сусідні населені пункти: селище Титорове на північ і село Миколаївка на південний захід. Через село проходить автошлях М30 (частина європейського маршруту E50).

## Історія
Засноване у 1816 році.
У період радянської влади в селі розташовувалась одна з бригад радгоспу «Долинський». В селі була восьмирічна школа, клуб, бібліотека.
Було центром Долинської сільської ради. Згодом через зменшення населення у Долинському його було підпорядковано новоутвореній Горьківській сільській раді.

## Сьогодення
Через незначну кількість населення у Долинському немає освітніх, медичних та культурних закладів. 

## Населення

### Мова
Розподіл населення за рідною мовою за даними перепису 2001 року:
| Мова       | Кількість | Відсоток |
| ---------- | --------- | -------- |
| українська | 130       | 87.25%   |
| російська  | 19        | 12.75%   |
| Усього     | 149       | 100%     |

## Релігія
У селі розташовані дві православні церкви - Свято-Володимирський храм ПЦУ (вул. Центральна, 2) та храм Святого рівноапостольного князя Володимира Великого (вул. Північна, 8).